# Полищи (Окуловский район)
Полищи — деревня в Окуловском муниципальном районе Новгородской области, относится к Кулотинскому городскому поселению.

## География
Деревня Полищи расположена на левом берегу реки Перетны, примыкает с юго-запада к посёлку Кулотино, находится в 3 км к северо-востоку от города Окуловка.

## История
В средневековье в Новгородской земле центр Полищского погоста.
В 1460—1470-х, на закате Новгородской республики, селом Полищи владел знатный новгородский боярин Василий Никифоров; в 1480-х — его тесть, знатный московский боярин Василий Захарьевич Ляцкий; а в 1495 — Иван Васильевич Ляцкий.
Впервые подробное описание Полищского погоста Деревской пятины было произведено 1495—1496 годах в писцовой книге Деревской пятины — т. н. письма Прокофия Скуратова и Петра Волка Борисова:

На погосте на Полищском церковь Велики Архангел Михаил…— 

Селцо Полища, а в нём двор Иванов…— 
К селу были приписаны несколько десятков деревень. Некоторые из них существуют и в XXI веке: Дручно, Зуево, Старое, Долманово, Верешино, Опечек, Бобылёво, Боево, Махново, Глазово, Кулотино, Котово, Заозерье, Снарёво.
В 1766 году в Полищах была выстроена церковь Николая Чудотворца, а затем храм Великомученицы Парасковы.
Крупное село Полищи отмечено на карте 1787, 1788(лист 66), 1812, 1821, 1829, 1816, 1826—1840, 1837, 1843 годов.
В 1776—1792, 1802—1918 село Полищи находилось в Крестецком уезде Новгородской губернии. С начала XIX века — в образованной Заозерской волости Крестецкого уезда с центром в деревне Заозерье.
В 1908 в селе Полищи было 48 дворов и 57 домов с населением 261 человек. Имелись церковь, церковно-приходская школа, земская школа и 2 частные лавки.
До 2004 деревня Полищи была центром Полищенского сельсовета.

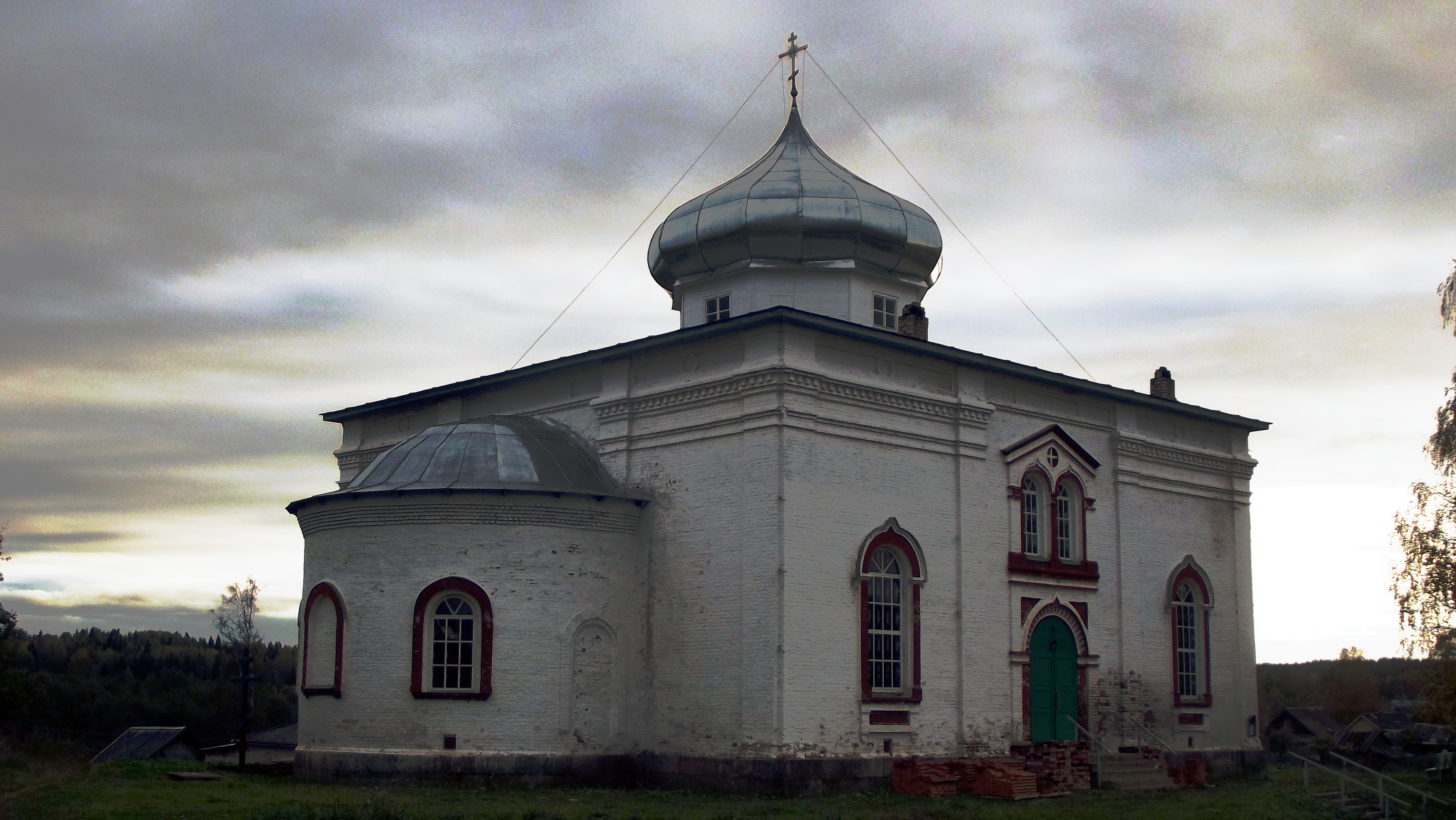
Церковь св. Николая

## Население
| 2010 |
| ---- |
| 349  |

## Транспорт
Ближайшая ж/д станция расположена в Кулотино. Автомобильная дорога соединяет Полищи с Окуловкой. В деревне есть мост через реку Перетна.

## Достопримечательности
Недалеко от деревни Полищи, в бассейне реки Перетны, находится несколько раннеславянских курганных групп IX—XIII веков, в том числе — укреплённое поселение (летописный «град») новгородских словен Малые Полищи.